# بوزات (شهرستان استرلیباشفسکی، باشقیرستان)
بوزات (انگلیسی: Buzat, Sterlibashevsky District, Republic of Bashkortostan) یک شهرک در شهرستان استرلیباشفسکی استان باشقیرستان کشور روسیه است.